# Joël Magnin
Joël Patrick Magnin (Neuchâtel, 31 maggio 1971) è un allenatore di calcio ed ex calciatore svizzero, di ruolo centrocampista, tecnico dello Young Boys II.

## Caratteristiche tecniche
Giocava come esterno destro di centrocampo.

## Carriera

### Giocatore
Durante la sua carriera, trascorsa interamente nella massima divisione svizzera, ha disputato oltre 400 incontri di campionato con le maglie di Grasshoppers, Lugano e Young Boys e 43 nelle varie competizioni europee. Vanta anche una presenza con la nazionale svizzera, in occasione dell'incontro di qualificazione per i Mondiali 2002 vinto 1-0 contro le Fær Øer.

### Allenatore
Dopo aver allenato le giovanili dello Young Boys dal 2008 al 2019, inclusa una breve parentesi come vice-allenatore di Bernard Challandes fra aprile e giugno 2013, è stato nominato tecnico del Neuchâtel Xamax per la stagione 2019-2020.

## Statistiche

### Cronologia presenze e reti in nazionale
| Cronologia completa delle presenze e delle reti in nazionale ― Svizzera | Cronologia completa delle presenze e delle reti in nazionale ― Svizzera | Cronologia completa delle presenze e delle reti in nazionale ― Svizzera | Cronologia completa delle presenze e delle reti in nazionale ― Svizzera | Cronologia completa delle presenze e delle reti in nazionale ― Svizzera | Cronologia completa delle presenze e delle reti in nazionale ― Svizzera | Cronologia completa delle presenze e delle reti in nazionale ― Svizzera | Cronologia completa delle presenze e delle reti in nazionale ― Svizzera |
| Data                                                                    | Città                                                                   | In casa                                                                 | Risultato                                                               | Ospiti                                                                  | Competizione                                                            | Reti                                                                    | Note                                                                    |
| ----------------------------------------------------------------------- | ----------------------------------------------------------------------- | ----------------------------------------------------------------------- | ----------------------------------------------------------------------- | ----------------------------------------------------------------------- | ----------------------------------------------------------------------- | ----------------------------------------------------------------------- | ----------------------------------------------------------------------- |
| 2-6-2001                                                                | Toftir                                                                  | Fær Øer                                                                 | 0 – 1                                                                   | Svizzera                                                                | Qual. Mondiali 2002                                                     | -                                                                       | 82’                                                                     |
| Totale                                                                  |                                                                         | Presenze                                                                | 1                                                                       |                                                                         | Reti                                                                    | 0                                                                       |                                                                         |

### Statistiche da allenatore
Statistiche aggiornate al 8 dicembre 2024. In grassetto le competizioni vinte.
| Stagione          | Squadra           | Campionato        | Campionato | Campionato | Campionato | Campionato | Coppe nazionali | Coppe nazionali | Coppe nazionali | Coppe nazionali | Coppe nazionali | Coppe continentali | Coppe continentali | Coppe continentali | Coppe continentali | Coppe continentali | Altre coppe | Altre coppe | Altre coppe | Altre coppe | Altre coppe | Totale | Totale | Totale | Totale | % Vittorie | Piazzamento |
| Stagione          | Squadra           | Comp              | G          | V          | N          | P          | Comp            | G               | V               | N               | P               | Comp               | G                  | V                  | N                  | P                  | Comp        | G           | V           | N           | P           | G      | V      | N      | P      | %          | Piazzamento |
| ----------------- | ----------------- | ----------------- | ---------- | ---------- | ---------- | ---------- | --------------- | --------------- | --------------- | --------------- | --------------- | ------------------ | ------------------ | ------------------ | ------------------ | ------------------ | ----------- | ----------- | ----------- | ----------- | ----------- | ------ | ------ | ------ | ------ | ---------- | ----------- |
| 2019-lug. 2020    | Neuchâtel Xamax   | SL                | 28         | 4          | 10         | 14         | CS              | 3               | 2               | 0               | 1               | -                  | -                  | -                  | -                  | -                  | -           | -           | -           | -           | -           | 31     | 6      | 10     | 15     | 19,35      | Eson..      |
| mar.-giu. 2024    | Young Boys        | SL                | 12         | 8          | 2          | 2          | CS              | -               | -               | -               | -               | UCL+UEL            | -                  | -                  | -                  | -                  | -           | -           | -           | -           | -           | 12     | 8      | 2      | 2      | 66,67      | Sub., 1°    |
| ott. 2024-2025    | Young Boys        | SL                | 8          | 4          | 2          | 2          | CS              | 1               | 1               | 0               | 0               | UCL                | 4                  | 0                  | 0                  | 4                  | -           | -           | -           | -           | -           | 13     | 5      | 2      | 6      | 38,46      | Sub.,       |
| Totale Young Boys | Totale Young Boys | Totale Young Boys | 20         | 12         | 4          | 4          |                 | 1               | 1               | 0               | 0               |                    | 4                  | 0                  | 0                  | 4                  |             | -           | -           | -           | -           | 25     | 13     | 4      | 8      | 52,00      |             |
| Totale carriera   | Totale carriera   | Totale carriera   | 48         | 16         | 14         | 18         |                 | 4               | 3               | 0               | 1               |                    | 4                  | 0                  | 0                  | 4                  |             | -           | -           | -           | -           | 56     | 19     | 14     | 23     | 33,93      |             |

## Palmarès

### Giocatore

#### Competizioni nazionali
- Campionato svizzero: 2

Grasshoppers: 1994-1995, 1997-1998
- Coppa Svizzera: 1

Grasshoppers: 1993-1994

#### Competizioni internazionali
- Coppa Intertoto: 1

Grasshoppers: 1994

### Allenatore

#### Competizioni nazionali
- 1ª Lega: 1

Young Boys II: 2017-2018
- Campionato svizzero: 1

Young Boys: 2023-2024